# 道藏
《道藏》（拼音：Dàozàng；注音：ㄉㄠˋㄗㄤˋ）是一部汇集大量道教经典及相关书籍的大丛书，它按照一定的编纂意图、收集范围和组织结构，将许多道教经典（包括周秦以下道家子书）编排起来，当代习惯以《道藏》為明英宗正统十年出版的《正统道藏》和明神宗万历十五年出版的《万历续道藏》的合印本的简称。
《道藏》所收典籍广泛，既有道教经典论著、科仪方术、仙传道史，也有医药养生、天文史地、诸子百家书籍，还有不少有关中国古代科学技术的著作，是研究道教歷史的经典依据，也是研究中国传统文化的珍贵资料。现存最早的《道藏》是明朝的《正统道藏》版本，一部原来收藏在北京的白云观，现在由中国国家图书馆收藏；另一部現存日本宫内厅书陵部。
青岛图书馆，和法国图书馆也保存了一部完整的道藏。

## 历史

### 道藏的起源
南北朝时陆修静于公元471年编的《三洞经书目录》是道藏的雏形，共著录经书1228卷。北周玄都观《玄都经目》著录道书2040卷。

### 早期的道藏
唐玄宗开元（公元713－741）时令史崇玄等四十余人撰《一切道经音义》。在此基础上，又发使四处搜访道经，加上原来所藏，纂修成《道藏》，目曰《三洞琼纲》，总计3744卷（一说五千七百卷，一说七千三百卷），称《开元道藏》。《开元道藏》的编纂体例采取三洞分类法，分三洞三十六部，即洞真、洞玄、洞神各十二部。天宝七年（748）诏令传写，以广流布。至唐末、五代，毁於兵火。
宋朝时，宋真宗篤信道教，他派人用了六年时间编成《宝文统录》4359卷。后來他又派著作佐郎及道士张君房增编道藏4565卷，并且采用千字文编号，大中祥符九年（1016），枢密使王钦若删详，九三洞四部，共四千三百五十九卷。天禧三年（1019年）编成7部，称《大宋天宫宝藏》。宋徽宗崇宁年间增至5387卷，称为《崇宁重校道藏》。政和年间又增补至5481卷，并雕版印刷，称《政和万寿道藏》，此为道藏的木刻本的开始。
金朝时，金世宗诏刊补宋《政和万寿道藏》，复遣道士访遗经于天下，募工补刻，编成《大金玄都宝藏》。道藏增加到6455卷。
元朝时道藏增加到7800卷，称《玄都宝藏》。元刊《玄都宝藏》比《大金玄都宝藏》增加了一千数百卷道书。主要增加全真道道士新撰之著作。然而在元朝中叶，道教在与佛教之間的關於《老子化胡经》的論戰中因道教沒有证据證明老子化胡説是正確的，而佛教证明了悉達多太子比老聃早生早亡，而且老聃是在秦国终亡的，在《史记》上都有相關记载，道教的勢力受到了打击，按照约定，道藏被烧毁。論辯會場上的十名全真道道士剃度为僧，全真道受到冷落，正一道兴起，原因是正一道没参加这场辯論。

### 正統道藏（1447-2004）
明朝时又重印道藏。由明成祖永乐四年，第四十三代天师张宇初及其弟张宇清奉诏主持编修。明英宗正统九年又诏邵以正校正增补，邵以正带领着他的徒弟喻道纯等人，在北京西城区朝天宫增补了更多的内容。最终于明英宗正统十年（1445年）刊板事竣，印行《正统道藏》，共5305卷，正統十二年（1447年）頒行天下。明神宗万历十五年（1607年）又刻印《万历续道藏》，增加了180卷。正续《道藏》共收入各类道书1476种，5485卷，分装成512函，经板12万多块，约6000万字，分量超过约3000多卷的《二十四史》。《道藏》中的典籍，按“三洞四辅十二类”的方法编排。
清朝光绪庚子年（1900年）八国联军侵入北京，《正统道藏》经板悉遭焚毁。各地宫观收藏的《正统道藏》印本也因战乱灾祸而存者寥寥。中國现存惟一保存较为完好的印本，是北京白云观收藏的一部明代《正统道藏》。1926年，上海涵芬楼书馆影印这部《正统道藏》。近年又有一些《正统道藏》影印本，如1977年台湾新文丰公司影印出版的精装本（60册）和1988年中国大陆三家出版社联合影印的精装本（36册）。日本宫内厅书陵部也保存有一部完整的《正统道藏》。
清朝无道藏之大结集。道书纂修最重要的有清初彭定求所编之《道藏辑要》，除选收《正统道藏》、《万历续道藏》之书外，又增收明末清初著作一百一十种。《道藏辑要》后书板被焚。光绪十八年（1892），四川成都二仙庵住持阎永和首倡重刊《道藏辑要》，至光绪三十二年刊成《重刊道藏辑要》，板存成都二仙庵。近年巴蜀书社重印发行。

### 中華道藏（2004-）
当代编有《藏外道书》、《敦煌道藏》、《中华道藏》等。
1997年，中国道教协会对道教经书进行系统规范的整理重修，後在2004年透過中国华夏出版社出版《中华道藏》，以明代《正统道藏》、《万历续道藏》为底本，保持三洞四辅的基本框架，重新点校、分类编目。增补了旧藏遗漏的重要材料，并选择部分近代发现的古道经，如黄老简帛书、敦煌道经写本、金元藏经刻本孑遗等，补入经书约百余种。《中华道藏》分为四十九册，每册约150万字。共收入各类道书一千五百多种。
《中华道藏》（线装版）在精装本的基础上补充了一些重要文献，重新进行了核校。全书分为60函，共计5600多卷。线装版共印行220套，将悉数在全球范围内颁赠。颁赠对象包括中国大陆、台港澳及各国著名宫观、图书馆、大学和相关研究机构。

## 道藏的分类
道藏中的各种典籍，按三洞四辅十二类的分类方法编排：
- 三洞
  - 洞真部
  - 洞玄部
  - 洞神部
- 四辅
  - 太玄部
  - 太平部
  - 太清部
  - 正一部
- 十二类
  - 本文类
  - 神符类
  - 玉诀类
  - 灵图类
  - 谱录类
  - 戒律类
  - 威仪类
  - 方法类
  - 众术类
  - 记传类
  - 赞颂类
  - 章表类

## 道藏的内容
道藏的内容十分庞杂。其中有大批道教经典、论集、科戒、符图、法术、斋仪、赞颂、宫观山志、神仙谱录和道教人物传记等。此外还收入诸子百家著作，其中有些是道藏之外已经失传的古籍。还有不少有关中国古代科学技术的著作，如有关医药养生之书，内外丹著作，天文历法方面的著作等等。

## 对道藏的研究
由于道藏的内容太多，对一个人来说，通读一遍都很难做到，因此至今这部书还没有被充分研究。对道藏的研究是从第二次世界大战結束之后才开始的，首先是从科技史学家开始的，更有许多研究者从音乐、艺术、化学、气功、文化等角度去研究道藏中的文献。

## 與佛教之間的關係
道藏的書典仿照佛教的「三藏十二部」被分門別類，因而有三洞（洞真、洞元、洞神）及四輔（太元、太平、太清、正一）。

## 研究書目
- 朱越利：《道藏分類解題》（北京：華夏出版社，1996）。
- 陳國符：《道藏源流考》（北京：中華書局，1963）。
- 柳存仁：〈《道藏》之性質 （页面存档备份，存于）〉。
- 劉迅：〈南陽玄妙觀《道藏》源流及宛圖閱藏記略 （页面存档备份，存于）〉。